# Olympique de Marseille
L'Olympique de Marseille (en català Olímpic de Marsella) és un club de futbol francès de la ciutat de Marsella.

## Història
L'Olympique va ser fundat el 1899. Els seus orígens estan en el F.C. de Marseille fundat el 1892. El seu primer estadi fou l'Stade de l'Huveaune (1892). Des de 1937 juga a l'Stade Vélodrome.
El seu més gran triomf fou guanyar la Lliga de Campions de l'any 1993. Fou el primer club francès que va aconseguir aquest títol. Malgrat aquest èxit, irregularitats financeres i un escàndol de compra de partits de mà de llur president Bernard Tapie, l'any 1994, provocaren el seu descens a segona divisió i una època de declivi.
Si bé va tornar a la màxima categoria el 1996, el club no va tornar a guanyar cap títol important abans l'any 2010. Arribà a la final de la copa de la UEFA el 1999 i el 2004 (aquell any derrotat pel València CF). Els únics títols aconseguits aquests darrers anys han estat dues copes Intertoto el 2005 i 2006 i tres Copes de la Lliga els anys 2010, 2011 i 2012.
El 2010 va veure l'Olympique tornar pel primer cop des de 1992 al capdamunt del campionat francès, en acabar campió de França 2010, en el primer any de Didier Deschamps com a entrenador de l'equip provençal.

## Palmarès
- Copa d'Europa de futbol (1)
  - 1992-93
- Copa Intertoto (1)
  - 2005
- Ligue 1 (9)
  - 1937, 1948, 1971, 1972, 1989, 1990, 1991, 1992, 2010
- Copa francesa de futbol (10)
  - 1924, 1926, 1927, 1935, 1938, 1943, 1969, 1972, 1976, 1989
- Copa de la Lliga (3)
  - 2010, 2011, 2012
- Trofeu dels Campions (2)
  - 2010, 2011
- Ligue 2 (1)
  - 1995
- Campionat de França Amateur (1)
  - 1929
- Copa Charles Drago (1)
  - 1957
- Campionat del Sud-est (4)
  - 1927, 1929, 1930, 1931
- Campionat del Littoral USFSA (6)
  - 1904, 1905, 1906, 1907, 1908, 1919

## Jugadors històrics destacats
| - Joseph Alcazar - Manuel Amoros - Jocelyn Angloma - Emmanuel Aznar - Fabien Barthez - Hatem Ben Arfa - Larbi Benbarek - Marc Berdoll - Laurent Blanc - Alain Boghossian - Basile Boli - Joseph Bonnel - Bernard Bosquier - Jean Boyer - François Bracci - Éric Cantona - Georges Carnus - Cédric Carrasso - Bernard Casoni - Benoît Cheyrou - Djibril Cissé - Édouard Cissé - Didier Couécou - Georges Dard - Frédéric Déhu - Marcel Desailly - Didier Deschamps - Alou Diarra - Lass Diarra - Éric Di Meco - Jean Djorkaeff - Christophe Dugarry - Jean-Philippe Durand | - Jean-Marc Ferreri - Mathieu Flamini - William Gallas - Bernard Genghini - André-Pierre Gignac - Alain Giresse - Bafétimbi Gomis - Gaëtan Huard - Sabri Lamouchi - Yvon Le Roux - Frank Lebœuf - Charly Loubet - Peter Luccin - Claude Makélélé - Jean-Jacques Marcel - Florian Maurice - Samir Nasri - Pascal Olmeta - Jean-Pierre Papin - Robert Pires - Loïc Rémy - Franck Ribéry - Franck Sauzée - Roger Scotti - Didier Six - Florian Thauvin - Jean Tigana - Marius Trésor - Mathieu Valbuena - Philippe Vercruysse - Mario Zatelli - Jules Zvunka | - Lorik Cana - Renato Civelli - Lucho González - Gabriel Heinze - Héctor Rial - Héctor Yazalde - Michy Batshuayi - Michel De Wolf - Daniel Van Buyten - Brandão - Jaguaré - Jairzinho - Luiz Gustavo - Paulo César - Carlos Mozer - Sonny Anderson - Vitorino Hilton - Iordan Letchkov - Joseph-Antoine Bell - Joseph Yegba Maya - Modeste M'Bami - Stéphane M'Bia - Nicolas N'Koulou - Salomon Olembé - Alen Bokšić - Vedran Runje - Mido - Joey Barton - Chris Waddle - Klaus Allofs - Karl-Heinz Förster - Andreas Köpke - Rudi Völler | - Charles Kaboré - Rafael Martín Vázquez - Fernando Morientes - André Ayew - Jordan Ayew - Abedi Pelé - Willy Kohut - Tony Cascarino - Mario Balotelli - Fabrizio Ravanelli - Josip Skoblar - Dragan Stojković - Ibrahima Bakayoko - Didier Drogba - George Weah - Salif Keita - César Azpilicueta - Taye Taiwo - Joseph Yobo - Kevin Strootman - Boudewijn Zenden - Paulo Futre - Rolando - Habib Beye - Souleymane Diawara - Mamadou Niang - Gunnar Andersson - Roger Magnusson - Fabio Celestini - Enzo Francescoli |